# ʿAlī al-Hādī an-Naqī

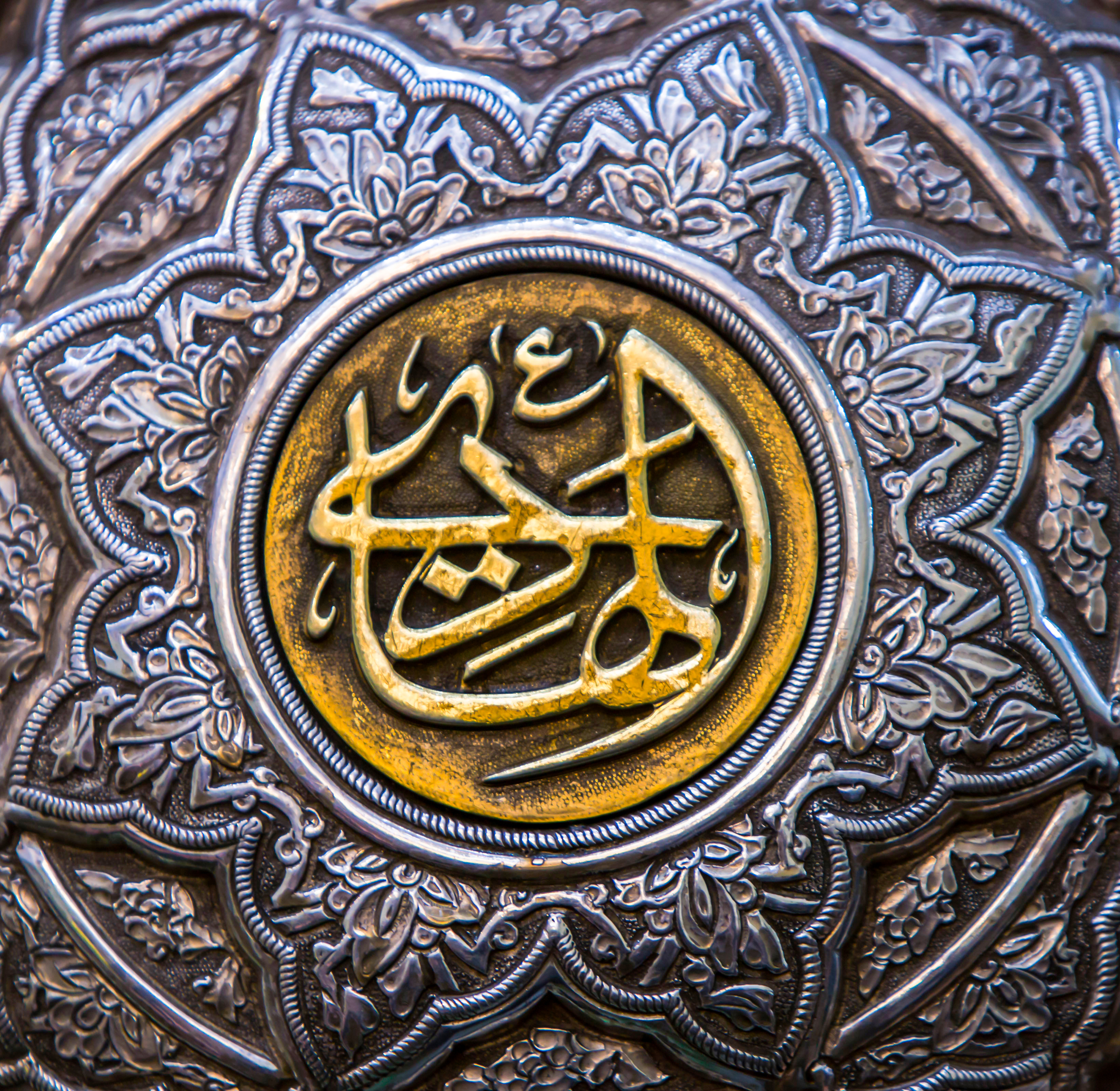
Der Name al-Hādī in kalligraphischer Gestaltung auf dem Grab al-Husains in Kerbela

Abū l-Hasan ʿAlī al-Hādī ibn Muhammad al-ʿAskarī (arabisch أبو الحسن علي الهادي بن محمد العسكري, DMG Abū al-Ḥasan ʿAlī al-Hādī b. Muḥammad al-ʿAskarī), geb. zwischen 828 und 830 bei Medina; gest. 21. Juni 868 in Samarra, war ein husainidischer Alide. Er wird bei den imamitischen und den alawitischen Schiiten als der zehnte Imam verehrt. Er ist auch als an-Naqī („der Reine“; persische Aussprache Naghi) bekannt und hat den Beinamen al-ʿālim („der Wissende“).

## Leben
ʿAlī al-Hādī, Sohn von Muhammad al-Dschawād und Enkelsohn von ʿAlī ar-Ridā, wurde in Suraiyā geboren, einem Dorf in drei Meilen Entfernung von Medina, das sein Urgroßvater Mūsā al-Kāzim gegründet hatte. Die Quellen geben unterschiedliche Geburtsdaten an, die vom Dhū l-Hiddscha 212 (= März 828) bis zum Dhū l-Hiddscha 214 (= Februar 830) reichen. Seine Mutter war eine Sklavin namens Samāna oder Sūsan, die wahrscheinlich maghrebinischer Herkunft war.
Als sein Vater Muhammad al-Dschawād, der neunte Imam der Imamiten, im Jahre 835 in Bagdad starb, war al-Hādī noch ein Kind. Nach dem Testament seines Vaters sollte er nach Erreichen der Volljährigkeit dessen Ländereien, Besitztümer und Sklaven unter Ausschluss seines Bruders Mūsā erhalten. Die Mehrheit der Anhänger seines Vaters erkannte ihn als Imam an. Zwar löste sich später eine kleine Gruppe und behauptete, sein Bruder Mūsā sei der Imam, doch kehrten sie bald zu ʿAlī zurück, da sich Mūsā von ihnen distanzierte. ʿAlī al-Hādī lebte bis 847 in Medina.
Kurz nach dem Herrschaftsantritt des Kalifen al-Mutawakkil (reg. 847–61) schrieb dessen Gouverneur in Medina, ʿAbdallāh ibn Muhammad al-Hāschimī an den Kalifen und warnte ihn vor der Aktivität des Imams und seinen Anhängern. Nach Ibn Challikān trug man dem Kalifen auch zu, dass der Imam in seinem Haus Waffen lagere, und machte ihm weis, dass er nach der Herrschaft strebe. ʿAlī al-Hādī schickte einen Brief an al-Mutawakkil, in dem er sich gegen die Anschuldigungen verteidigte und sich über den Gouverneur beschwerte. Der Kalif ersetzte den Gouverneur, versicherte dem Imam in einem Brief seine höchste Hochachtung und sein Vertrauen und forderte ihn auf, zusammen mit seinen Familienmitgliedern, Klienten und Bediensteten, in die neue Residenz des Kalifen in Samarra zu ziehen. Zu seiner Sicherheit sandte er den Kommandeur Yahyā ibn Harthama nach Medina, der ihm auf seiner Reise in den Irak eine militärische Eskorte stellen sollte. Der Brief, in dem al-Mutawakkil den Imam nach Samarra bittet, wird von al-Kulainī und al-Mufīd zitiert, wenn auch mit einem falschen Datum. Bei der Ankunft des Imams in Bagdad versammelten sich zahlreiche Menschen, um ihn zu sehen, darunter auch der tahiridische Gouverneur Ishāq ibn Ibrāhīm, der ihm entgegenritt und eine Zeitlang bei ihm blieb. Am 1. Mai 848 kam der Imam in Samarra an. Der Kalif empfing ihn nicht sofort, wies ihm aber am nächsten Tag ein Haus als Wohnsitz zu.
Sein übriges Leben verbrachte ʿAlī al-Hādī unter Arrest in seinem Haus in Samarra. Auch seine Nisba al-ʿAskarī, die sich auf das von al-Muʿtasim angelegte „Heerlager“ (ʿaskar) von Samarra bezieht, rührt daher. Obwohl ʿAlī al-Hādī unter ständiger Beobachtung stand, konnte er sich relativ frei in der Stadt bewegen und am Leben der Hofgesellschaft teilnehmen. Später kaufte er auch mehrere Häuser in Samarra. Außerdem konnte er über seine Bevollmächtigten den Kontakt zu seinen Anhängern aufrechterhalten, ihnen seine Anweisungen übermitteln und von ihnen finanzielle Zuwendungen erhalten. Sein wichtigster Bevollmächtigter war Abū ʿAmr ʿUthmān ibn Saʿīd al-ʿAmrī. Unter denjenigen, die ʿAlī al-Hādī als Imam betrachteten, war auch ein Mann namens Muhammad ibn Nusair an-Numairī. Er schrieb ʿAlī al-Hādī Göttlichkeit zu und behauptete, selbst sein Prophet zu sein. Er konnte einige Anhänger um sich scharen, darunter auch Muhammad ibn Mūsā Ibn al-Furāt, der am abbasidischen Kalifenhof als Verwaltungsbeamter tätig war. Diese Sekte wurde Numairīya genannt. Aus ihr entwickelte sich später die Nusairīya.
Als Nachfolger hatte ʿAlī al-Hādī zunächst seinen ältesten Sohn Abū Dschaʿfar Muhammad designiert. Da dieser aber noch zu seinen Lebzeiten starb, setzte er seinen zweitältesten Sohn Hasan als Nachfolger ein. Diese Übertragung der Nachfolge von Muhammad auf Hasan, die einige Anhänger ʿAlī al-Hādīs an ihm zweifeln ließ, wurde nachträglich mit einer Willensänderung (badāʾ) Gottes legitimiert. Laut at-Tabarī und al-Kulainī starb ʿAlī al-Hādī am 26. Dschumādā II 254 (= 21. Juni 868). Nach schiitischen Quellen wurde er durch die Abbasiden vergiftet. Abū Ahmad Muwaffaq, der Bruder des Kalifen al-Muʿtazz (reg. 866–69), leitete das Trauergebet. Als sich große Menschenmengen versammelten, um seinen Tod zu beklagen, wurde seine Leiche in eines seiner Häuser zurückgebracht, das er vom Christen Dulail ibn Yaʿqūb gekauft hatte, und dort begraben.

## Verehrung

### Wunderberichte
Die imamitische Tradition schreibt ʿAlī al-Hādī viele wunderhafte Fähigkeiten zu. So wird erzählt, dass er die Sprachen der Perser, Slawen, Inder und Nabatäer beherrschte, unerwartete Stürme vorhersah und Todesfälle und andere Ereignisse genau vorhersagte. Auch soll er einen auf einem Teppich abgebildeten Löwen zum Leben erweckt haben, der dann einen indischen Gaukler verschlang, der auf Befehl von al-Mutawakkil versucht hatte, ihn durch seine Tricks zu beschämen. Darüber hinaus soll er eine Handvoll Sand und Steine in Gold für einen bedürftigen Anhänger verwandelt haben. Den Kalifen, der an einer Eiterbeule litt, soll er mit einem Verband aus Ziegendung geheilt haben. Nach einem anderen Bericht ließ er eine Gruppe von Sklaven, die al-Mutawakkil wegen ihrer Verehrung für ʿAlī al-Hādī hatte hinrichten lassen, ließ er wieder auferstehen.

### Sein Grabschrein

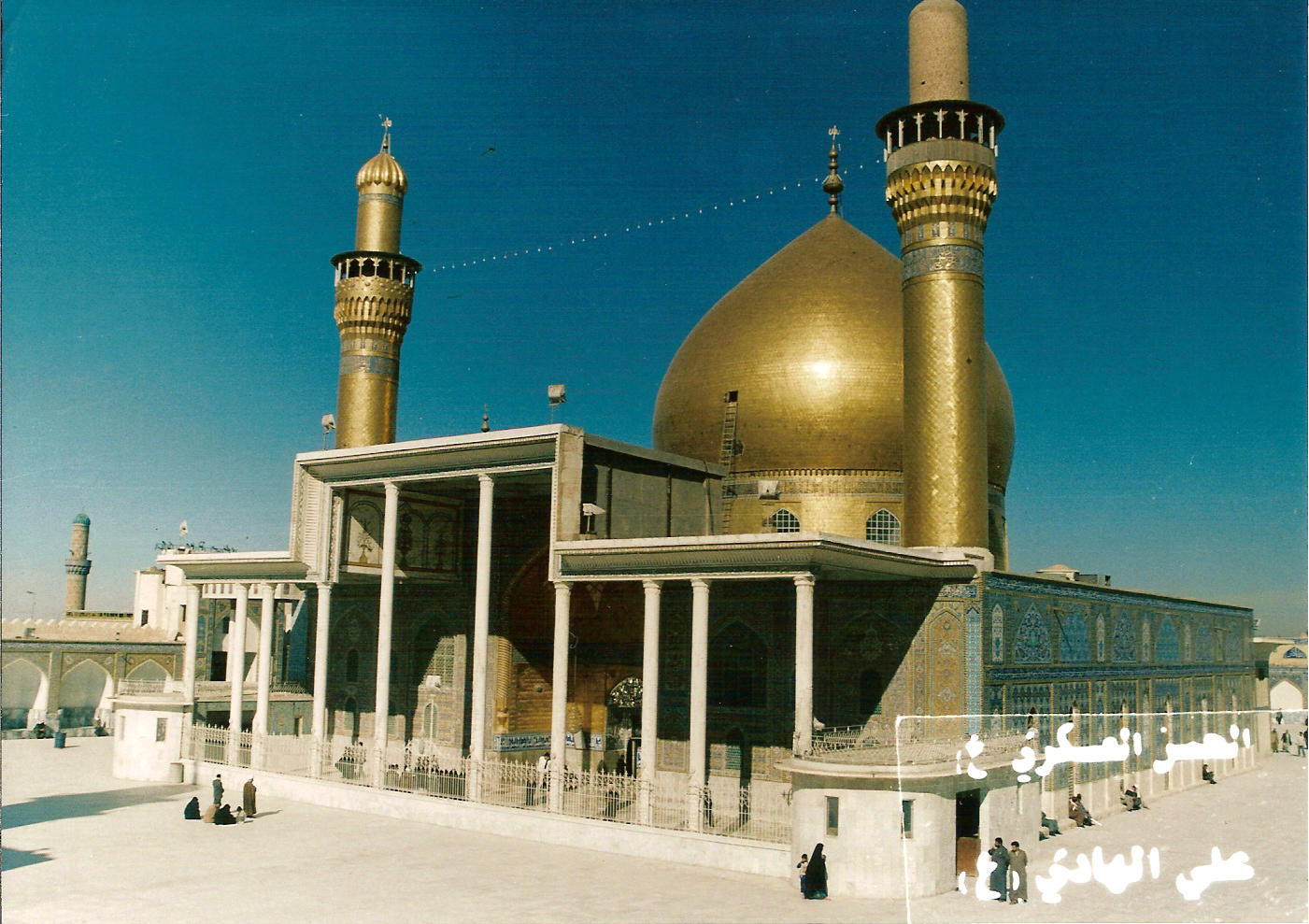
Al-Askari-Schrein (vor 2006)

Al-Hādīs Sohn Hasan al-ʿAskarī, der ihm als elfter Imam nachfolgte, wurde später neben ihm in seinem Haus begraben, ebenso wie andere Mitglieder der Familie des Propheten. In den folgenden Jahrhunderten wurde das Grabmal mit Geldern schiitischer und sunnitischer Gönner zu einem Mausoleum ausgebaut. Die Pilgerführer empfehlen den Besuch dieses Heiligtums an den Geburts- und Todestagen der beiden Askarīs, wie die beiden Imame zusammen genannt werden. Am 22. Februar 2006 wurde der Schrein durch einen terroristischen Anschlag stark beschädigt.

### Die Imam-Naghi-Kampagne von 2011 und die Affäre um Shahin Najafi
Am 11. Mai 2011 wurde die Facebook-Gruppe „Kampagne zur Erinnerung der Schiiten an Imam Naghi“ (Kampeyn-e Yādāwarī-ye Emām-e Naqī be-Šīʿīyān) gegründet. Die Seite zog in der iranischen Öffentlichkeit in kurzer Zeit große Aufmerksamkeit auf sich und hatte 35.000 Abonnenten. Die Mitglieder der Kampagne, die sich selbst Naghavis nannten, erklärten, dass sie den Namen des Imams als Zeichen ihres großen Respekts für ihn verwendeten. Die Seite wurde aber auch verwendet, um den iranisch-schiitischen Klerus und die religiösen Herrscher der Islamischen Republik Iran zu kritisieren. Darüber hinaus präsentierten sich die Besitzer der Seite selbst als Komiker und brachten vor, dass nichts so heilig sei, dass man es nicht zum Gegenstand von Satire machen könne. Gleichzeitig äußerten sie Kritik an Aberglaube und Armut in Iran und an der ihrer Meinung nach destruktiven Rolle von Religion.
Die Imam-Naghi-Kampagne zog mit ihrer satirischen Verwendung des Imam-Namens auch viel Kritik auf sich. Ein von Armin Alavi unterhaltener Blog mit dem Titel „Wehe den Verleumdern!“ (Vey bar hattākīn) forderte Respekt für religiöse Werte und drohte damit, persönliche Informationen über die Mitglieder der Kampagne bekannt zu machen. Einige Kritiker der Kampagne baten wegen ihr Großayatollah Lotfollah Safi Golpaygani um eine Fatwa. Er urteilte, dass Personen, die den Imam beleidigt hätten, als Apostaten bestraft werden müssten. Mehrere Jugendliche wurden daraufhin wegen ihrer Verbindung zu der Kampagne verhaftet und zu Haftstrafen bzw. Auspeitschungen verurteilt.
Etwa um die gleiche Zeit, am 7. Mai 2012, veröffentlichte der in Deutschland lebende Shahin Najafi das Lied Naghi, in dem er verschiedene Übel in Iran ansprach und den Imam bat, „zurückzukehren“. Dies führte erneut zu einer heftigen Gegenreaktion von imamitischen Schiiten, die meinten, er habe den Imam beleidigt. Der iranische Ayatollah Naser Makarem Shirazi gab daraufhin eine Fatwa, in der erklärte, dass jede Form der Beleidigung schiitischer Imame durch einen Muslim Apostasie darstelle. Da auf Apostasie im Islam die Todesstrafe steht, wurde dies als eine Aufforderung an Muslime zum Mord an ihm interpretiert. Aktivisten der Hisbollah behaupteten, dass sie Pläne zu Najafis Tötung verfolgten. Auf einer schiitischen Website wurde zeitweise ein Kopfgeld auf ihn ausgesetzt.